# Lasiocala isabelae
Lasiocala isabelae är en skalbaggsart som beskrevs av Soula 2006. Lasiocala isabelae ingår i släktet Lasiocala och familjen Rutelidae. Inga underarter finns listade i Catalogue of Life.